# 花田優里音
花田 優里音（はなだ ゆりね、2004年7月3日 - ）は、日本の女優。兵庫県出身。BLUE LABEL所属。
イトーカンパニー『ネクストヒロインオーディション 2015』準グランプリ。

## 略歴
祖父母の勧めにより3歳のときに児童劇団に所属して芸能活動を開始し、子役としてNHK連続テレビ小説『ウェルかめ』『カーネーション』や映画『少年H』などの作品に出演。その後ピアノに専念するため一時芸能活動を休止する。
映画『少年H』の撮影時に見かけた別の作品を撮影中の蒼井優のキラキラした姿に憧れて、2015年、小学5年生の時に、蒼井が所属するイトーカンパニーが初めて開催するオーディション『ネクストヒロインオーディション2015』に応募。演技審査で高い評価を受けて準グランプリに選出され、同事務所に所属して芸能活動を再開する。
2019年6月にイトーカンパニーとの契約を終了し、同年11月よりBLUE LABELに所属する。

## 人物
身長は158cm。スリーサイズはB74cm、W58cm、H80cm。靴のサイズは23.5cm。
特技はピアノ（ピアノ歴9年、ピティナ・ピアノコンペティション優秀賞、フジテレビ『芸能界特技王決定戦 TEPPEN 2018』ピアノ対決 第3位）、日本舞踊、百人一首、陸上競技。
蒼井優を目標に、「カメレオン女優」と呼ばれるようなさまざまなジャンルの役を演じられる女優を目指している。幼いころ女性監督の映画に主演したことをきっかけに映画監督にも興味を抱き、「自分が撮った映画に自分も出演するのが夢」と語る。

## 出演

### 映画
- ホールイン・ワンダーランド（2009年、ndjc2009） - 主演・チイ 役[8]
- 少年H（2013年8月10日） - 妹尾好子 役[2]
- スリリングな日常「あさのはなし」（2016年6月25日） - 安藤夏 役[4]

### テレビドラマ
- ジャッジII〜島の裁判官奮闘記（2008年10月 - 11月、NHK）
- 連続テレビ小説（NHK）
  - ウェルかめ（2009年9月 - 2010年3月） - 須堂ゆず 役
  - カーネーション（2011年10月 - 2012年3月） - 小原優子（幼少期） 役
- 必殺仕事人2010（2010年7月10日、朝日放送・テレビ朝日）
- お母さんの最後の一日（2010年9月11日、テレビ朝日）
- 戦国疾風伝 二人の軍師 秀吉に天下を獲らせた男たち（2011年1月2日、テレビ東京） - 茶々 役
- 3分間ドラマ 家族レッスン 第二話「交差点」（2011年5月18日、朝日放送）
- 水戸黄門 第43部 第10話（2011年9月12日、TBS） - 女の子 役
- 私の愛した家康さま（2017年1月28日、名古屋テレビ） - 徳川麗 役
- 100万円の女たち 第9話（2017年6月9日、テレビ東京） - 白川美波（幼少期） 役
- 櫻子さんの足下には死体が埋まっている 第4話（2017年5月14日、フジテレビ） - 千代田薔子（中学生時代） 役
- 透明なゆりかご 第5回（2018年8月17日、NHK総合） - 北野真理（14歳） 役
- ボイスII 110 緊急指令室 第6話（2021年8月28日、日本テレビ） - 内山碧 役[9]
- 科捜研の女 season21 第10話（2022年1月20日、テレビ朝日） - 高安かおり 役
- 夜ドラ 卒業タイムリミット 第2話（2022年4月5日、NHK総合）
- 教祖のムスメ 第2話（2022年6月9日、MBS・テレビ神奈川 他） - 下山莉奈 役
- 仮面ライダーギーツ 第47話（2023年8月13日、テレビ朝日） - 女性 役
- JKと六法全書（2024年4月19日 - 6月7日、テレビ朝日） - 神田楓 役
- もしも世界に『レンアイ』がなかったら（2025年8月1日 - 、CBCテレビ） - 純 役[10]
- 放送局占拠（2025年8月16日、日本テレビ） - 神津風花 役

### DVD
- みるきくはなす かんさい絵ことば辞典（2012年5月25日、ポニーキャニオン） - かんさい弁・うた

### 広告
- マザー牧場2016 イメージガール（2016年）[11]

### CM
- 小林製薬「熱さまシート」
- ZAQ「しらべる編」
- 天下一品
- NEXCO西日本